# 小田島等
小田島 等（おだじま ひとし、1972年 - ）は日本のグラフィックデザイナー、前衛イラストレーター。
東京都港区出身。桑沢デザイン研究所卒。

## 略歴
1972年、東京都港区で生まれる。実家はカラオケスナック。15歳の時からポップアートに興味を持ち、明確な意志を持って絵を描きだす。高校在学中に隔月刊『イラストレーション』誌上コンペ「ザ・チョイス」にて印刷物デビュー。専門学校在学中にスージー甘金の「コガネ虫スタジオ」にて修行し、1995年からフリーランスとしてCDジャケットや書籍デザインの分野を中心に活躍する。1990年代後半はフォーキーというタームで括られるミュージシャンらの作品を数多く手がける。2000年代に入ると、イラストレーションやグラフィックデザインだけでなく、漫画や展示活動にも表現の領域を広げる。サニーデイ・サービス、曽我部恵一とのチームワークは25年にも及ぶ。2012年、長尾謙一郎とエレクトロニクス・グループ「The Fascism」を結成。「全日本ポストサブカルチャー連合」メンバー（大橋裕之、箕浦健太郎）。

## 著書、作品
- 漫画単行本『無 FOR SALE』（晶文社、2004）
- 7inch SINGLE『お茶ロック』（円盤、2005）*BEST MUSIC名義
- 古屋蔵人・黒川知希との共著『2027 ボヤボヤしてたら、すぐやってくる。2027年のお話。』（ブルース・インターアクションズ、2007）
- CD ALBUM『MUSIC FOR SUPERMARKET』（SWEET DREAMS、2007）*BEST MUSIC名義
- 監修本『1980年代のポップ・イラストレーション』（アスペクト、2009）
- 作品集『ANONYMOUS POP』（ブルース・インターアクションズ、2010）
- 対談集『コテージのビッグウェンズデー 半芸術編』（誠光社、2016）*堀部篤史との共著
- 作品集『1987/2017』（void、2017）
- 7inch SINGLE『Tonight Goodnight』*長尾謙一郎とのユニット"The Fascism"名義（ROSE RECORDS、2017）

## 主なデザイン、イラストレーション、MV
- 遠藤賢司 - 『夢よ叫べ』ジャケットデザイン
- くるり - 『ワンダーフォーゲル』『ばらの花』『TEAM ROCK』ジャケットデザイン
- サニーデイ・サービス - 『東京』ほかジャケットデザイン多数
- バブルバス - 『ヒトトキカイ』ほかジャケットデザイン多数
- シャムキャッツ - 『渚』ほかジャケットデザイン多数
- はっぴいえんどトリビュートアルバム - 『HAPPY END PARADE〜tribute to はっぴいえんど〜』ジャケットデザイン
- ムーンライダーズ - 『ゆうがたフレンド』ジャケットイラスト
- ワールド・スタンダード - 『COUNTRY GAZETTE』ジャケットイラスト
- 『白線流し — オリジナル・サウンドトラック 〜空も飛べるはず』ジャケットイラスト
- 東京都現代美術館 - 『MOTアニュアル2002 Fiction? - 絵画がひらく世界』ポスターデザイン
- 大橋裕之 - 『シティライツ』装丁
- 角田光代 - 『太陽と毒ぐも』装丁
- 雲田はるこ - 『新宿ラッキーホール』装丁
- 吉本ばなな - 『私と街たち（ほぼ自伝）』装丁
- ガイナックス制作実写ドラマ - 『エアーズロック』ロゴデザイン
- やまだないと - 『東京座』『西荻夫婦』『コーデュロイ』装丁
- 曽我部恵一 - 『汚染水』Music Video監督
- シャムキャッツ - 『マイガール』Music Video監督
- The Fascism（長尾謙一郎×小田島等）- 『1972』Music Video監督
- サニーデイ・サービス - 『FUCK YOU音頭』Music Video監督
- 曽我部恵一と後藤まりこ - 『結婚しようよ』Music Video監督
- キイチビール＆ザ・ホーリーティッツ - 『妄想デート』Music Video監督
- 長尾謙一郎×小田島等 - 雑誌・季刊 エスにて『直感通信』現在連載中